# Гольдвассер (ликёр)

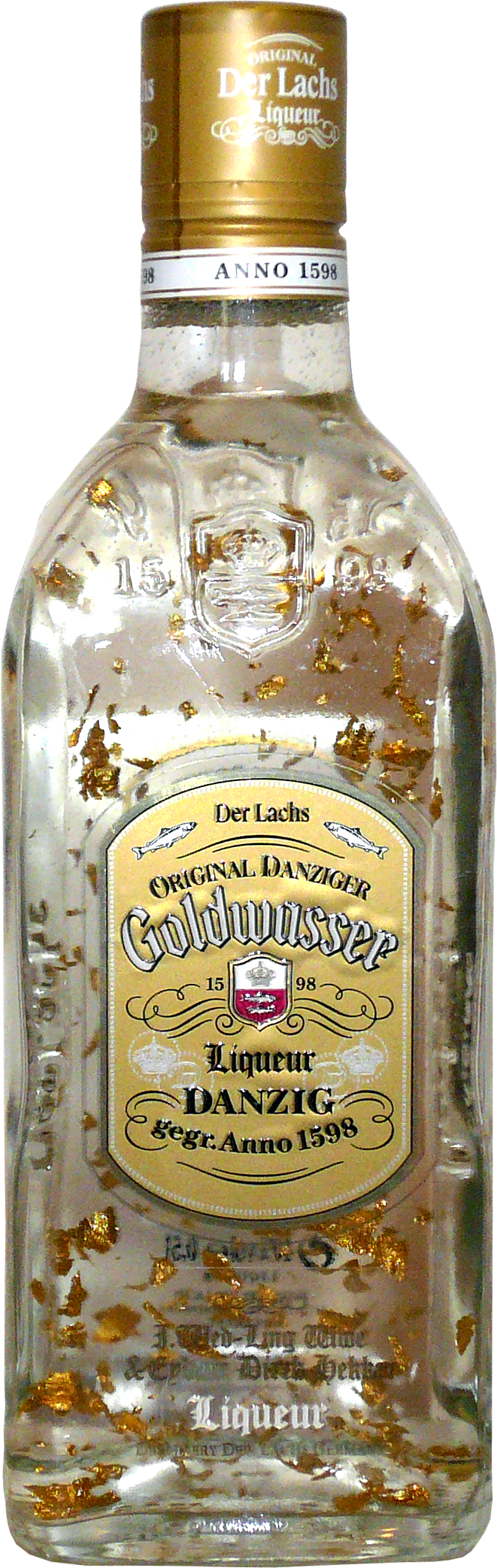
Бутылка гольдвассера, которую сильно встряхнули. Видны опускающиеся на дно хлопья золота

Гольдвассер (нем. Danziger Goldwasser — «данцигская золотая вода», пол. złota woda — «золотая вода») — крепкий ликёр, настоянный на травах. Содержит крупные частицы 22-каратного золота. Когда ликер наливают из бутылки, золотые хлопья начинают кружиться. Подается в ликерных рюмочках.
Напиток был изобретён на основе голландского ликера кюммель в 1598 году голландцем Амброзиусом Вермёлем (Ambrosius Vermölle), который проживал в Гданьске (Данциге). Ликер не имеет цвета, ароматизирован анисом и тмином, менее сладкий, чем многие другие ликеры. Некоторые марки имеют цитрусовую отдушку.
Идея эликсира с золотом связывается с великим каталонским медиком Арнальдо де Вилланова, который в XIII в. лечил Папу Римского эликсиром, содержащим золотые чешуйки.
Смешивать гольдвассер не рекомендуется, поскольку это уменьшает эффект от золотых хлопьев.